# Vòng loại Giải vô địch bóng đá châu Âu 2024 (Bảng E)
Bảng E của Vòng loại giải vô địch bóng đá châu Âu 2024 là một trong 10 bảng để quyết định đội sẽ vượt qua vòng loại cho vòng chung kết Giải vô địch bóng đá châu Âu 2024 diễn ra tại Đức. Bảng E bao gồm 5 đội: Albania, Cộng hoà Séc, Quần đảo Faroe, Moldova và Ba Lan. Các đội tuyển sẽ thi đấu với nhau mỗi trận khác trên sân nhà và sân khách với thể thức đấu vòng tròn.
Hai đội tuyển đứng nhất và nhì bảng sẽ vượt qua vòng loại trực tiếp cho trận chung kết. Các đội tham gia vòng play-off sẽ được quyết định dựa trên thành tích của họ trong UEFA Nations League 2022–23.

## Bảng xếp hạng
| VT | Đội            | ST | T | H | B | BT | BB | HS  | Đ  | Giành quyền tham dự                                                  |     | Albania | Cộng hòa Séc | Ba Lan | Moldova | Quần đảo Faroe |
| -- | -------------- | -- | - | - | - | -- | -- | --- | -- | -------------------------------------------------------------------- | --- | ------- | ------------ | ------ | ------- | -------------- |
| 1  | Albania        | 8  | 4 | 3 | 1 | 12 | 4  | +8  | 15 | Giành quyền tham dự vòng chung kết                                   |     | —       | 3–0          | 2–0    | 2–0     | 0–0            |
| 2  | Cộng hòa Séc   | 8  | 4 | 3 | 1 | 12 | 6  | +6  | 15 | Giành quyền tham dự vòng chung kết                                   |     | 1–1     | —            | 3–1    | 3–0     | 1–0            |
| 3  | Ba Lan         | 8  | 3 | 2 | 3 | 10 | 10 | 0   | 11 | Giành quyền vào vòng play-off, dựa vào thành tích của Nations League |     | 1–0     | 1–1          | —      | 1–1     | 2–0            |
| 4  | Moldova        | 8  | 2 | 4 | 2 | 7  | 10 | −3  | 10 |                                                                      |     | 1–1     | 0–0          | 3–2    | —       | 1–1            |
| 5  | Quần đảo Faroe | 8  | 0 | 2 | 6 | 2  | 13 | −11 | 2  |                                                                      | 1–3 | 0–3     | 0–2          | 0–1    | —       |                |

1. 1 2  Điểm đối đầu: Albania 4, Cộng hòa Séc 1.

## Các trận đấu
Lịch thi đấu đã được xác nhận bởi UEFA vào ngày 10 tháng 10 năm 2022, sau lễ bốc thăm một ngày. Thời gian là CET/CEST, như được liệt kê bởi UEFA (giờ địa phương, nếu khác nhau, nằm trong dấu ngoặc đơn).
| Cộng hòa Séc                           | 3–1      | Ba Lan           |
| -------------------------------------- | -------- | ---------------- |
| - Krejčí 1' - Čvančara 3' - Kuchta 64' | Chi tiết | D. Szymański 87' |

| Moldova                  | 1–1      | Quần đảo Faroe  |
| ------------------------ | -------- | --------------- |
| - Nicolaescu 87' (ph.đ.) | Chi tiết | - Mikkelsen 27' |

| Moldova | 0–0      | Cộng hòa Séc |
| ------- | -------- | ------------ |
|         | Chi tiết |              |

| Ba Lan          | 1–0      | Albania |
| --------------- | -------- | ------- |
| - Świderski 41' | Chi tiết |         |

| Albania                   | 2–0      | Moldova |
| ------------------------- | -------- | ------- |
| - Asani 52' - Bajrami 76' | Chi tiết |         |

| Quần đảo Faroe | 0–3      | Cộng hòa Séc                  |
| -------------- | -------- | ----------------------------- |
|                | Chi tiết | - Krejčí 15' - Černý 44', 75' |

| Quần đảo Faroe | 1–3      | Albania                                  |
| -------------- | -------- | ---------------------------------------- |
| - Færø 45+1'   | Chi tiết | - Bajrami 20' - Asllani 51' - Muçi 90+1' |

| Moldova                             | 3–2      | Ba Lan                        |
| ----------------------------------- | -------- | ----------------------------- |
| - Nicolaescu 48', 79' - Baboglo 85' | Chi tiết | - Milik 12' - Lewandowski 34' |

| Cộng hòa Séc | 1–1      | Albania       |
| ------------ | -------- | ------------- |
| - Černý 56'  | Chi tiết | - Bajrami 66' |

| Ba Lan                         | 2–0      | Quần đảo Faroe |
| ------------------------------ | -------- | -------------- |
| - Lewandowski 73' (ph.đ.), 83' | Chi tiết |                |

| Quần đảo Faroe | 0–1      | Moldova    |
| -------------- | -------- | ---------- |
|                | Chi tiết | - Rață 53' |

| Albania                | 2–0      | Ba Lan |
| ---------------------- | -------- | ------ |
| - Asani 37' - Daku 62' | Chi tiết |        |

| Albania                      | 3–0      | Cộng hòa Séc |
| ---------------------------- | -------- | ------------ |
| - Asani 9' - Seferi 51', 73' | Chi tiết |              |

| Quần đảo Faroe | 0–2      | Ba Lan                        |
| -------------- | -------- | ----------------------------- |
|                | Chi tiết | - S. Szymański 4' - Buksa 65' |

| Cộng hòa Séc         | 1–0      | Quần đảo Faroe |
| -------------------- | -------- | -------------- |
| - Souček 76' (ph.đ.) | Chi tiết |                |

| Ba Lan          | 1–1      | Moldova          |
| --------------- | -------- | ---------------- |
| - Świderski 53' | Chi tiết | - Nicolaescu 26' |

| Moldova       | 1–1      | Albania                  |
| ------------- | -------- | ------------------------ |
| - Baboglo 87' | Chi tiết | - Cikalleshi 25' (ph.đ.) |

| Ba Lan           | 1–1      | Cộng hòa Séc |
| ---------------- | -------- | ------------ |
| - Piotrowski 38' | Chi tiết | - Souček 49' |

| Albania | 0–0      | Quần đảo Faroe |
| ------- | -------- | -------------- |
|         | Chi tiết |                |

| Cộng hòa Séc                           | 3–0      | Moldova |
| -------------------------------------- | -------- | ------- |
| - Douděra 14' - Chorý 72' - Souček 90' | Chi tiết |         |

## Cầu thủ ghi bàn
Đã có 43 bàn thắng ghi được trong 20 trận đấu, trung bình 2.15 bàn thắng mỗi trận đấu.
4 bàn
- Ion Nicolaescu

3 bàn
- Jasir Asani
- Nedim Bajrami
- Robert Lewandowski
- Václav Černý
- Tomáš Souček

2 bàn
- Taulant Seferi
- Karol Świderski
- Ladislav Krejčí
- Vladislav Baboglo

1 bàn
- Kristjan Asllani
- Sokol Cikalleshi
- Mirlind Daku
- Ernest Muçi
- Adam Buksa
- Arkadiusz Milik
- Jakub Piotrowski
- Damian Szymański
- Sebastian Szymański
- Tomáš Chorý
- Tomáš Čvančara
- David Douděra
- Jan Kuchta
- Vadim Rață
- Mads Boe Mikkelsen
- Odmar Færø

## Kỷ luật
Một cầu thủ sẽ bị đình chỉ tự động trong trận đấu tiếp theo cho các hành vi phạm lỗi sau đây:
- Nhận thẻ đỏ (thời gian treo giò có thể kéo dài nếu phạm lỗi nghiêm trọng)
- Nhận ba thẻ vàng trong ba trận đấu khác nhau, cũng như sau thẻ vàng thứ năm và bất kỳ thẻ vàng tiếp theo nào (việc treo thẻ vàng được chuyển tiếp đến vòng play-off, nhưng không phải là trận chung kết hoặc bất kỳ trận đấu quốc tế nào khác trong tương lai)

Các đình chỉ sau đây sẽ được thực hiện xuyên suốt các trận đấu vòng loại:
| Đội tuyển      | Cầu thủ       | Vi phạm                           | Đình chỉ                               |
| -------------- | ------------- | --------------------------------- | -------------------------------------- |
| Cộng hòa Séc   | Mojmír Chytil | vs Albania (12 tháng 10 năm 2023) | vs Ba Lan (17 tháng 11 năm 2023)       |
| Quần đảo Faroe | Hørður Askham | vs Ba Lan (12 tháng 10 năm 2023)  | vs Cộng hòa Séc (17 tháng 11 năm 2023) |